# ماركو أراتور (كاتب)
ماركو أراتور (و. القرن 6 – 543 م) هو كاتب، وشاعر، ومحامي من روما القديمة، ولد في ليغوريا، توفي في روما.